# Planinarstvo u 1875.
◄◄ | ◄ | 1872. | 1873. | 1874. | 1875.  | 1876. | 1877. | 1878. | ► | ►►
Arhitektura • Astronomija • Biologija • Film • Fotografija • Glazba • Kazalište • Kemija • Kiparstvo • Knjige • Književnost • Kršćanstvo • Meteorologija • Medicina • Planinarstvo • Politika • Pravo • Promet • Slikarstvo • Šport • Znanost • Željeznički promet
Planinarstvo u 1875.

## Hrvatska i u Hrvata

### Događaji
- 17. svibnja- Hrvatski planinarski savez, osnovan na jesen 1874., organizira svoj prvi izlet, na Oštrc i Plješivicu u Samoborskom gorju

## Vanjske poveznice
|  | Zajednički poslužitelj ima još gradiva o temi Planinarstvo |